# 阿德莱德大学
阿德莱德大学（英語：The University of Adelaide），位于南澳大利亚州首府阿德莱德市中心的公立研究型大学，是澳大利亚历史上第三所大学和南澳大利亚州最古老的综合类大学，该校在1902年成为第一所在澳大利亚提供商科高等教育的综合类大学。自1874年创校以来，一直是澳洲具历史和代表性的研究型学府之一，在眾多權威的大學排名中均位列世界前100名。同時也是澳大利亞最享有盛譽的澳大利亚八大名校的聯盟成员之一和澳洲六所砂岩學府（Sandstone universities）之一。它在各个领域中对南澳大利亚州和國家發展與繁荣皆有贡献，澳大利亞數十位諾貝爾獎得獎者中有五位來自阿德莱德大学，它又曾培育出104位獲羅德獎學金（Rhodes Scholarships）的學者。
阿德莱德大学设有校刊《流明（Lumen）》，半年刊，通过印刷版与电子版两种形式向校友及订阅者投送，截止至2023年10月，该杂志订阅人数已经超过10万人。根据《流明》注释：“阿德莱德大学希望承认考尔纳人（Kaurna），他们是阿德莱德平原最初的管理者（Custodians），该地区正是阿德莱德大学 North Terrace、Waite与Roseworthy三所校区的所在地。”

## 歷史
阿德萊德大學的成立是一個崇高的目標：為南澳大利亞州培養不受教育，出生或財富影響的年輕領導者，為他們解決舊世界社會和宗教不平等的問題。
- 1872年，南澳大利亞浸信會，公理會和長老教會共同創立了一所聯合學院（Union College），其宗旨是“為年輕人提供高等教育”。課程包括：經典著作，哲學，英國文學，數學和自然科學。

- 同年，一位富有的牧場主和銅礦主沃爾特·華生·休（沃爾特·沃森·休斯）先生為這所新成立的學院捐資20,000英鎊，這在當時是筆巨額資金，足以创建一所大學而绰绰有余。

- 1876年3月，阿德萊德大學開始授課，授予的第一個學位是文學士。

- 1876年4月25日阿德萊德大學校董会正式落成典禮，並於1877年5月2日宣布正式成立。當時因為有73名其他大學的畢業生以同等學歷（ad eundem gradum）身份申請阿德萊德大學學位而成立了學術評委會（參議院）。

- 1882年，該大學的第一任副校長奧古斯都·肖特（Augustus Short）博士希望大學開放，以研究科學，現代文學，藝術和道德哲學等新領域。大學成為澳大利亞第一所授予科學學位的大學時，實現了這一願景。

- 1990年前，大學提供了藝術，科學，法律，醫學和音樂學位。此外，還教授數學，哲學，語言和採礦工程。這些旗艦學位和學科今天仍在大學中繼續發展，其課程會隨著時間的推移而不斷發展，這要歸功於行業的投入以及阿德萊德學者所享有的開創性研究和發現。

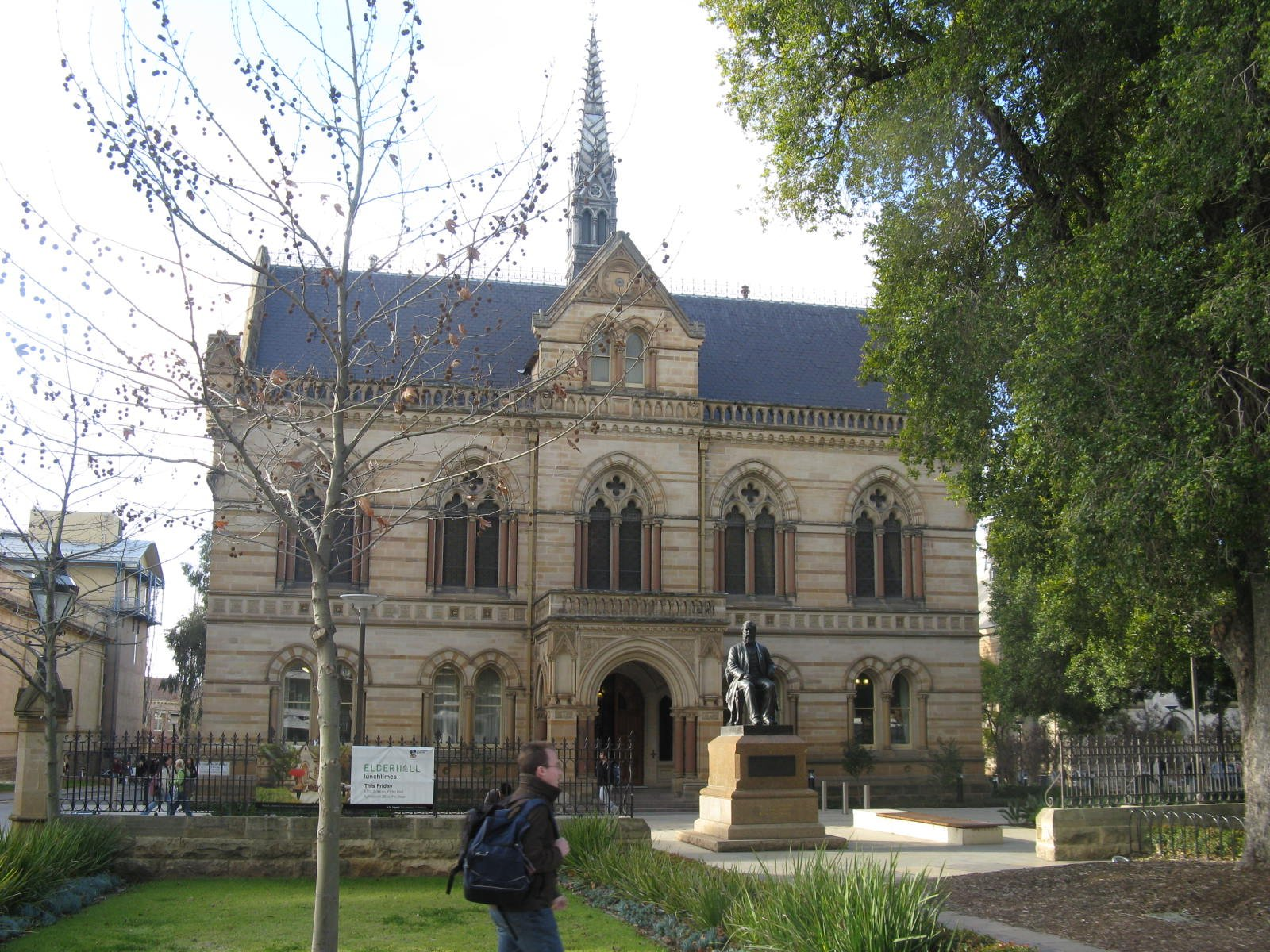
米切爾樓, 2008.

## 学术声誉及排名
大學於1874年創校，为澳洲八校联盟成員，阿德莱德大學培育出多位傑出校友；包括多位諾貝爾獎及羅德獎 (Rhodes Scholars)得獎學者、澳大利亞數十位諾貝爾獎得者中有五位來自阿德莱德，阿德莱德大学在生物技术、分子生物学、信息技术和通讯工程、环境与自然资源管理等领域的研究生的研究工作为阿德莱德赢得了赞誉。阿德莱德的畢業生中有許多人在政、商、工業界和大學裏擔任重要職務。 
阿德莱德大学崇尚学术和开拓进取 ，它与业界及其他组织的独特关系可以确保将研究成果迅速转化为有利于全人类的切实利益。阿德莱德大学的研究居世界前沿位置 ，其研究收入人均总额持续据澳大利亚各大学之首。相关分析表明，就论文的影响力和引用数量而言，阿德莱德大学在11个研究领域中居世界前1%的优秀大学之列。
- 泰晤士高等教育世界大学排名-2023年全球排名第88名
- U.S NEWS世界大学排名-2022年全球排名第66名
- QS世界大学排名-2024年全球排名第89名
- 软科世界大学学术排名-2021年全球排名第124名

## 校区
該大學在南澳大利亞州的北露台，懷特，羅斯沃斯和錫巴頓設有四個校區,此外，在墨尔本还有一个校区。
- 北露台（North Terrace）：北露台的主要校園位於阿德萊德市中心，是該市文化長廊的一部分，被該州的美術館，博物館和圖書館所環繞。校園融合了歷史和當代文化，將古老的砂岩建築與最先進的教學，學習和研究設施相結合。北露台是本科教學和廣泛研究活動的主要場所。

- 怀特校区（Waite campus）：1913年10月，企业家彼得·怀特（Peter Waite）写信给当时的南澳大利亚州州长（Hon. A. H. Peake），与阿德莱德大学校长（the Rt. Hon. Sir Samuel Way），希望将占地54公顷的乌尔布雷（Urrbrae）产权赠与大学，东半部用于农业科学研究，西半部作为公园。[7] 1915年，彼得·怀特购买了与乌尔布雷接壤，占地21公顷的克莱蒙特庄园（Claremont Estate），与占地45公顷的尼瑟比庄园（Netherby Estate）山麓部分的产权，将其连同乌尔布雷的所有权一同转让给阿德莱德大学，在1923年初转交乌尔布雷后，阿德莱德大学于次年在此建立了怀特农业研究所（the Waite Agricultural Research Institute），[7] 根据校刊《流明（Lumen）》报道，2024年为怀特校区成立100周年。[5] 懷特校區距阿德萊德約七公里。它是國際著名的懷特研究所的所在地。研究範圍包括農作物和耕作系統，葡萄栽培和釀酒，食品科學和營養。大學的Urrbrae House歷史區、懷特樹木園和懷特自然保護區也位於懷特。Urrbrae故居和懷特植物園均在《南澳大利亞遺產名錄》和《國家遺產名錄》中列出。

- 羅斯沃斯校區（Roseworthy）：羅斯沃斯校區位於城市以北約50公里處。它是國際上著名的旱地農業和動物生產卓越中心，並且是南澳大利亞唯一一所提供動物和獸醫學教學和研究的獸醫學校的所在地。還通過具有領先設施的獸醫保健中心提供公共臨床獸醫服務。

- 錫巴頓校區（Thebarton）：錫巴頓是一個技術與研究園區，舉辦各種應用研究活動，包括阿德萊德風洞；南澳大利亞州唯一的工業規模風洞。

- 墨尔本校区（Melbourne campus): 在2019年新成立的一所校区，位于墨尔本的Dockland。

## 學院與學科
- 專業學部：

特色課程：會計、金融、市場、葡萄酒商務、建築、項目管理、經濟學、法學等。
澳大利亞首個（1902年）成立商科教育的大學
會計與金融/法學世界排名前100 *
所有會計課程均受澳大利亞會計師協會（CPA Australia）認證
AACSB（國際商學院聯合會）認證商學院
建築課程受澳大利亞建築師協會（AIA）認證，景觀建築課程受澳大利亞建築師協會（AILA）認證，規劃和規劃（城市設計）課程受澳大利亞規劃師協會（PIA）認證，土地開發課程將受英國 皇家測量師協會（RICS）認證。
- 工程、計算機及數學科學學部：

特色課程：工程-化學、土木、電子電氣、機械機電、航空、軟件、石油及採礦、數學科學及計算機科學等。
礦物及採礦工程排名世界第16 *
土木及結構工程/化學工程排名世界前100 *
所有工程本科及碩士課程均受澳大利亞工程師協會（EA）認證，且本科為四年制榮譽學位。
所有計算機課程均受澳大利亞計算機協會（ACS），美國計算機協會（ACM）以及美國電氣和電子工程師協會（IEEE）認證。
- 科學學部：

特色課程：生物科學、營養學、動物與獸醫學、物理科學、葡萄栽培與釀酒、農業與林學等。
全球最佳紅酒製造專業大學第二位
生物科學/地球與海洋研究/農業與林學排名世界前100 *
2位諾貝爾獎獲得者及15位羅德學者
威廉·勞倫斯·布拉格爵士– 1915年諾貝爾物理學獎
威廉·亨利·布拉格爵士– 1915年諾貝爾物理學獎
- 文科學部:

特色課程：教學、環境政策與管理、社會科學、翻譯與跨文化交流、傳媒、音樂等。
135年以上的教學經驗
教育/英語語言與文學全球前100 *
1位諾貝爾獎獲得者-約翰·M·庫切博士– 2003年諾貝爾文學獎及首位澳大利亞女總理茱莉亞·吉拉德曾在此學習。
- 健康學部:

特色課程：臨床醫學、牙科、口腔健康、護理、公共健康和心理學等。
牙科排名世界第32 *
護理排名世界第38 *
解剖及生理學排名世界第40 *
2位諾貝爾獎獲得者：
霍華德·華特·弗洛里爵士– 1945年諾貝爾生理學或醫學獎
J·羅賓·沃倫爵士– 2005年諾貝爾生理學或醫學獎
- 大學英語語言中心：

英語語言中心是阿德萊德大學職業與繼續教育中心（PCE）的一部分，提供各種普通和學術英語語言項目，遊學項目以及針對留學生的英語教師培訓服務（TESOL）和訪問小組等。

## 著名校友
世界上众多政界商界名人也出自阿德莱德大学，阿德莱德大学曾培育出5位诺贝尔奖得主及104位获罗德奖（Rhodes）的学者，阿得雷德的畢業生被世界公認為是高品質的，在全球范围内，阿得雷德大学的毕业生组成广泛的校友会联盟，他们在各国的商业企业、政府机关、学术组织及艺术团体等領域发挥所長。
- 威廉·亨利·布拉格，诺贝尔物理奖得奖人
- 霍華德·弗洛里，诺贝尔医学奖得奖人(使青霉素的生产成为了现实)
- 羅賓·沃倫，诺贝尔医学奖 (发现幽门螺旋杆菌)
- 茱莉娅·吉拉德，澳大利亚第27任总理，澳大利亚第一位女总理
- 黄英贤，现任澳大利亚外长
- Sir Douglas Mawson，南极探险家和地质学家先生
- Dame Roma Mitchell，第一个南澳大利亚女英国王室法律顾问，御用律师，南澳大利亚最高法院女法官
- Helen Mayo，第一个医学女博士，澳大利亚妇女儿童建刚的先驱者
- Cairns Hugh，享有国际声望的神经外科外科教授
- Robert Porter，澳大利亚主要神经学和医学教育者，澳大利亚国立大学医学院院长
- 彼得·科爾曼，澳大利亚第一个发明抗流感药物，1996年澳大利亚奖获得者
- 安迪·托马斯（Andy Thomas），生于1951年12月18日，1973年阿德莱德大学机械工程专业荣誉毕业生，1978年阿德莱德大学博士毕业生，2006年阿德莱德大学荣誉博士，取得美国公民身份后在40岁时开始作为NASA宇航员，完成4次太空飞行，其中20周进驻俄罗斯和平号空间站（the Russian Mir Space Station），在太空时长总计177天9小时14分。[5] 2014年从NASA退休后，安迪回到阿德莱德大学，在大学设立的安迪·托马斯太空资源中心继续任职。[5]
- 陳慶炎，新加坡政治人物、新加坡共和国前总统，1965—1967年在澳大利亚阿德莱德大学攻读应用数学，获得哲学博士学位
- 王鼎昌，新加坡政治人物、新加坡共和国前总统，1961年毕业于澳大利亚的阿德莱德大学
- 百林吉丁岸，马来西亚政治人物、沙巴州第七任首席部长，前沙巴团结党主席。
- 耶谷东高沙甘，马来西亚政治人物、前马来西亚国际贸易与工业部第二副部长，曾任砂拉越州峇南国阵民进党国会议员。
- 泰益瑪目，马来西亚政治人物、砂拉越州现任州元首及前任首席部长。

## 国际联系
阿德莱德大学的在校生中，包括来自世界80多个国家和地区，有將近4500名国际学生。阿德莱德大学有1200名高素质教学与研究人员，分别来自世界的各个地方。到目前为止，阿德莱德大学已经于25个国家和地区的138所大学，建立了正式學術合作关系。

## 与南澳大学合并
2018年6月19日，阿德莱德大学与南澳大学（UniSA）宣布，两所大学将探索合并的优点，以创建一所新的，领先的澳大利亚大学。

2018年10月，兩校的合併案暫告破局。
2023年7月，兩校達成協議，宣告自2026年起，兩校合併為阿德萊德大學。